# Hausspitzmaus
Die Hausspitzmaus (Crocidura russula) ist ein Säugetier aus der Familie der Spitzmäuse. Sie besiedelt Nordafrika sowie Südwest- und Mitteleuropa.

## Kennzeichen
Die Kopf-Rumpf-Länge beträgt 63–83 mm, die Schwanzlänge 32–45 mm und das Gewicht 7–15 g. Die Oberseite ist graubraun, die Flanken und die Unterseite sind gelb- bis braungrau. Die Färbung von Unter- und Oberseite ist nicht scharf gegeneinander abgesetzt.

## Verbreitung
Das relativ kleine Verbreitungsgebiet der Hausspitzmaus ist auf die südwestliche Paläarktis beschränkt. Es reicht im Südwesten von Nordafrika (Marokko, Algerien und Tunesien) über das gesamte südwestliche Europa unter weitgehender Aussparung der Alpen nach Nordosten bis Deutschland. Die nordöstliche Verbreitungsgrenze in Europa verläuft durch Deutschland von Nordwesten nach Südosten entlang einer Linie Wilhelmshaven, Bremen, Celle, Haldensleben, Quedlinburg und Wittenberg bis Dresden; bei Dresden ist das östlichste Vorkommen.

## Lebensraum

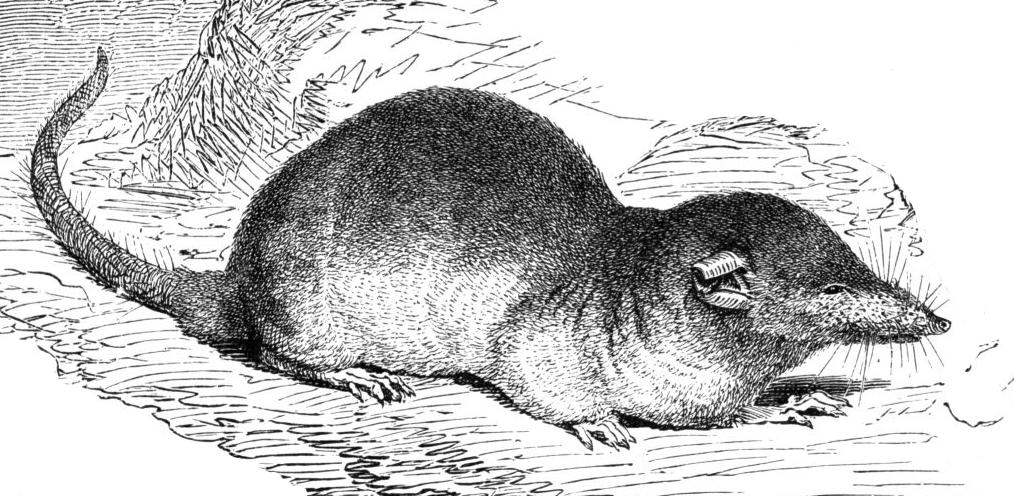
Hausspitzmaus, Darstellung aus Brehms Thierleben.

Die Hausspitzmaus bewohnt in Mitteleuropa waldfreie, extensiv genutzte und warme Offenlebensräume wie Brachen, Wiesen, Hecken, Steinhaufen und Gärten vom Flachland bis in 300–400, lokal auch bis in 680 m Höhe. Die Art lebt ebenso wie die Gartenspitzmaus häufig – und im Norden des Verbreitungsgebietes fast ausschließlich – in menschlichen Siedlungen und in deren Nähe. Im Herbst wandern die Tiere verstärkt in Gebäude ein, um dort zu überwintern.
Im Mittelmeerraum sind die Habitatansprüche der Art weniger eng, sie kommt dort aber vor allem in offenem oder halboffenem Grasland, Buschland, an Waldrändern und sehr häufig auf alten terrassierten Feldern mit Trockenmauern vor.

## Lebensweise
Die Tiere sind überwiegend nachtaktiv. Die Nahrung besteht vor allem aus Insekten und deren Larven, Asseln, Spinnentieren und Schnecken und gelegentlich aus Pflanzenteilen. Die Fortpflanzung findet von Februar bis Oktober statt. Ein Weibchen hat zwei bis vier Würfe im Jahr, die bis zu 11, meist aber 4 bis 5 Junge umfassen. Die frisch geborenen Jungtiere wiegen 0,7–1,5 g. Die Augen öffnen sich im Alter von 4 bis 14 Tagen; die Säugezeit beträgt etwa drei Wochen. Bei ihren Ausflügen bilden die Jungtiere ab dem Alter von sieben Tagen durch Festbeißen an der Schwanzwurzel des Vordertieres die für viele Wimperspitzmäuse typischen Karawanen. Früh im Jahr geborene Junge sind bereits im Sommer des Geburtsjahres geschlechtsreif. Die Lebensdauer im Freiland beträgt maximal 30 Monate.

## Bestand und Gefährdung
Die Hausspitzmaus ist innerhalb ihres Verbreitungsgebietes zum Teil häufig und breitet sich, zumindest in Bayern, in den letzten Jahrzehnten weiter nach Osten aus. Sie wird daher in Deutschland in der Roten Liste als ungefährdet geführt. Der Weltbestand gilt ebenfalls als ungefährdet.
Einziger europäischer Halter ist ein französischer Zoo, ehemaliger deutscher Halter ist Berlin.